# Červené jezero (Bělorusko)
Červonoje ozero (bělorusky Чырвонае возера, rusky Червоное озеро známé též pod názvy Červonoje Polesje rusky Червоное Полесье nebo Knjazozero rusky Князьозеро) je zarůstající jezero v Homelské oblasti Běloruska. Má rozlohu 43,6 km² a dosahuje maximální hloubky 4 m.

## Vodní režim
Zdroj vody je smíšený. Rozsah kolísání hladiny je 0,8 m. Nejvyšší úrovně dosahuje v březnu a dubnu. Zamrzá v listopadu nebo v prosinci a rozmrzá ve druhé polovině března nebo v dubnu. Odtok zajišťují drenážní kanály a řeka Bobrik (přítok řeky Pripjať). Jezero se nachází na rozvodí řek Sluč a Oressa.

## Fauna
Na jezeře je rozvinuto rybářství (cejni, štiky, okouni).